# Жангізтобинська селищна адміністрація
Жангізтоби́нська селищна адміністрація (каз. Жаңғызтөбе кенттік әкімдігі, рос. Жангизтобинская поселковая администрация) — адміністративна одиниця у складі Жарминського району Абайської області Казахстану. Адміністративний центр — селище Жангізтобе.
Населення — 3675 осіб (2021; 4325 у 2009, 5067 у 1999, 4921 у 1989).
Станом на 1989 рік існувала Жангізтобинська селищна рада (смт Жангізтобе, селища Роз'їзд 9, Роз'їзд 10). Селище Роз'їзд 9 було ліквідовано 2009 року.

## Склад
До складу округу входять такі населені пункти:
| Населений пункт              | Старі назви | Населення, осіб (1989) | Населення, осіб (1999) | Населення, осіб (2009) | Населення, осіб (2021) |
| ---------------------------- | ----------- | ---------------------- | ---------------------- | ---------------------- | ---------------------- |
| Жангізтобе, селище           | -           | 4849                   | 4090                   | 3002                   | 2545                   |
| Роз'їзд 9, станційне селище  | -           | 36                     | 45                     | 46                     | -                      |
| Роз'їзд 10, станційне селище | -           | 36                     | 60                     | 57                     | 20                     |
| Шуак, село                   | Солнечне    | -                      | 872                    | 1220                   | 1110                   |